# Bundet til en stok
Bundet til en stok er en dansk kortfilm fra 1973 med ukendt instruktør.

## Handling
Denne artikel mangler et handlingsreferat. Hjælp os med at skrive det.